# SR Technics
SR Technics, mit Sitz am Flughafen Zürich in Kloten (Schweiz), ist einer der weltweit grössten, unabhängigen Anbieter von technischen Dienstleistungen in der zivilen Luftfahrt. Das Unternehmen bietet Wartungsleistungen für Flugzeuge, Komponenten und Triebwerke an (Maintenance, Repair und Overhaul (MRO)).
SR Technics befindet sich seit dem 15. Juli 2016 im Besitz von der HNA Group (80 %) und Mubadala Development Company (20 %).

## Geschichte

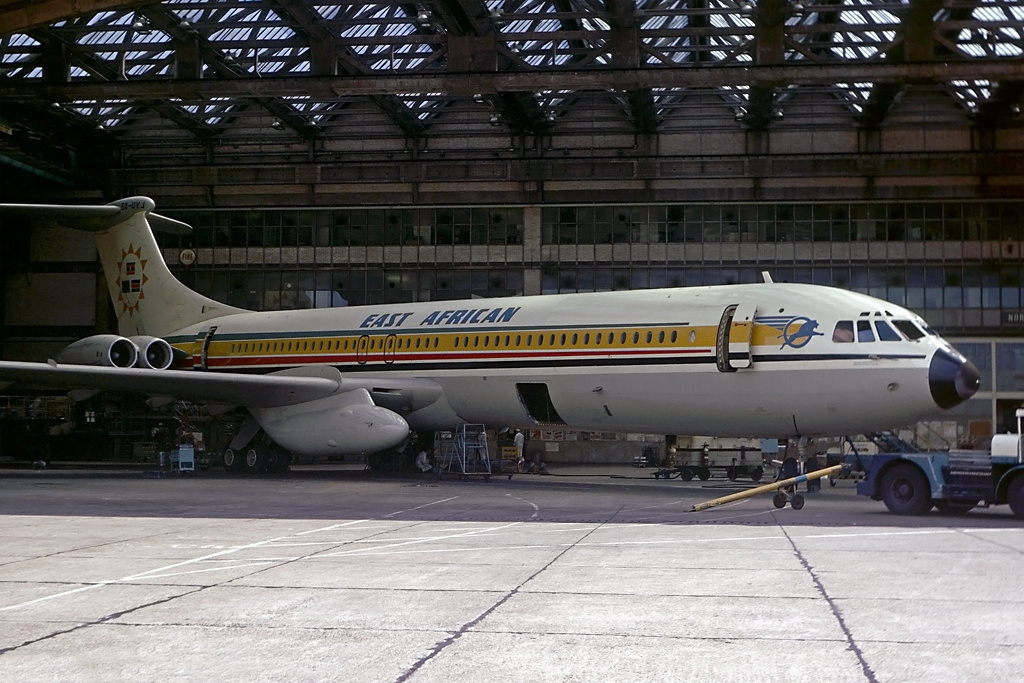
In den 1970er-Jahren kamen die Triebwerke der DC-9-32 der East African Airways in einem Unterflügelbehälter der VC-10 nach Zürich zur Revision.

SR Technics war eine Tochtergesellschaft der SAirGroup. Mit einem Umsatz von mehr als 1.4 Mrd. Fr. war sie eine der weltweit führenden Unternehmen in den Bereichen Unterhalt für Flugzeuge, Triebwerke und Komponenten. Über 50 Fluggesellschaften weltweit liessen ihre Flotte oder Teile davon bei SR Technics warten.
Bis Ende 1994 war SR Technics das 1931 gegründete technische Departement der Swissair (Departement 4). 1995 wurde das Technische Departement zum Profitcenter unter dem Namen «Swissair technical services».
1997 vollzog der Swissair-Konzern den Schritt zur Holding-Struktur und gab sich den neuen Namen SAirGroup. Diese Holding bestand aus den Konzernbereichen SAirLines, SAirServices, SAirLogistics und SAirRelations.
Durch diese Umstellung bekam Swissair technical services am 1. Januar 1997 seine Rechtspersönlichkeit als SR Technics im Konzernbereich SAirServices.
Die fortschreitende Internationalisierung und Globalisierung machte es nötig, die Strukturen der SR Technics den neuen Umständen anzupassen. So wurde im Jahr 2000 die SR Technics Group gegründet, in welcher SR Technics fortan als SR Technics Switzerland integriert war. Des Weiteren gehörten Shannon Aerospace, Temro, SR Technics France und SR Technics America zu dieser Gruppe. SR Technics America war wiederum unterteilt in SR Technics Palmdale, WASI, Flight Technics, Willis Lease Finance und Pacific Gas Turbine.
Nach dem Zusammenbruch der SAirGroup Ende 2001 (Grounding) wurde SR Technics im Dezember 2002 an verschiedene Investoren verkauft, mit dem Aufbau einer Holdingstruktur begonnen, und aus SR Technics wurde wiederum SR Technics Switzerland. Hauptaktionäre waren 3i plc und Star Capital. Auch die zur SR Technics gehörenden Unternehmen Shannon Aerospace, Temro, SR Technics France und SR Technics America wurden, wie alle weiteren noch gesunden Unternehmensteile der SAirGroup, verkauft.
Im Jahr 2004 verkaufte FLS Industries ihre Flugzeugwartungsunternehmen FLS Aerospace Ireland und FLS Aerospace UK an die SR Technics Group. Anfang 2005 wurden diese dann in SR Technics Ireland Ltd. und SR Technics UK Ltd. umbenannt.
Am 7. September 2006 gab die Konzernleitung bekannt, dass SR Technics an ein Konsortium aus den Vereinigten Arabischen Emiraten mit langfristigem strategischem Interesse an der Luftfahrtindustrie verkauft wird. 92 Prozent der Aktien gingen für 1.6 Milliarden Franken an die drei Unternehmen Mubadala Development, Istithmar und Dubai Aerospace Enterprise (DAE), welche sich im Besitz der Herrscherfamilien von Abu Dhabi bzw. Dubai befinden. Die restlichen 8 Prozent des Aktienkapitals verblieben im Besitz des Managements.
Anfang Februar 2009 gab die Konzernleitung die Schliessung des rund 1100 Mitarbeiter umfassenden Standorts Dublin bekannt, da am Standort Dublin umfangreiche Kundenaufträge verloren gegangen waren und die Aussichten auf neue Aufträge aufgrund der hohen Kosten des Standorts als mittelfristig nicht möglich angesehen wurde. Im Rahmen der weltweiten Luftfahrtkrise gab die SR Technics im Juni 2009 auch Stellenstreichungen am Standort Zürich bekannt, welche rund 300 Mitarbeiter betrafen.
Im November konnte die SR Technics eine Vertragsverlängerung und -erweiterung mit der Billigfluggesellschaft easyJet abschliessen. Der Vertrag hat eine Laufzeit von elf Jahren und ein Umsatzvolumen von 1,6 Milliarden US-Dollar. Hierbei erbringt die SR Technics Line Maintenance und Heavy Maintenance Leistungen sowie auch Komponentenwartung und die Bereitstellung von Ersatzteilen. Zeitgleich wurde auch beschlossen, einen neuen Wartungsstandort auf der Insel Malta zu eröffnen, in welchem Flugzeuge von der Grösse eines Airbus A320 oder einer Boeing 737 gewartet werden können. Bereits im Jahr 2010 wurde dort mit der Ausführung von IL Checks an Flugzeugen der easyJet-Flotte in einem bestehenden Hangar begonnen.
Im Januar 2010 gab die Konzernleitung die Schliessung des Komponentengeschäfts am Standort London-Stansted bekannt. Dies umfasste in etwa 340 Arbeitsplätze. Die dortigen Aktivitäten sollten danach zum größten Teil im Hauptsitz am Flughafen Zürich ausgeführt werden.
Am 1. Februar 2010 übernahm der bisherige CFO, James Stewart, zusätzlich das Amt des CEO und folgte damit auf Bernd Kessler, der im gegenseitigen Einverständnis mit dem Verwaltungsrat zurückgetreten war.
Im April 2011 kündigte SR Technics die Eröffnung des VIP Completion Centers an, in welchem Luxuseinrichtungen nach Kundenwünschen eingebaut werden.  Sieben Monate später wurde das Mubadala Aerospace MRO-Netzwerk gegründet, welches aus SR Technics und Abu Dhabi Aircraft Technologies (ADAT) besteht. Mubadala Development Company wurde alleiniger Besitzer von SR Technics.
Am 29. September 2011 gab die Konzernleitung bekannt, dass über 200 Stellen am Standort Zürich gestrichen würden, das entsprach ca. 7 Prozent der Gesamtbelegschaft. Als Grund wurde ein zu hoher Franken angegeben.
Seit Juli 2012 wurden sämtliche Triebwerke und Komponenten der Finnair von SR Technics in Zürich gewartet. Finnair begründete den Entscheid damit, sich auf das Kerngeschäft konzentrieren zu wollen. Mit der Zusammenarbeit würde auch die Kosteneffizienz der Triebwerks- und Komponentenwartung bei gleicher Qualität verbessert.
Im 2013 erweiterte SR Technics die strategische Partnerschaft mit Etihad durch einen erweiterten Zehnjahresvertrag für Integrated Component Services (ICS).
2014 war Eröffnung einer neuen Reparaturwerkstätte für Komponenten in Malaysia
worauf im 2017 ein Zwölfjahresvertrag für MRO mit Philippine Airlines abgeschlossen wurde.
Im 2015 hatte Jeremy Remacha die Geschäftsführung übernommen. Im Jahr 2016 wurden 80 Prozent der Anteile von der Mubadala Development Company an die HNA Group übertragen. Im Rahmen dieses Besitzerwechsels wurde per Anfang April 2018 der CEO Remacha durch Frank Walschot abgelöst. Im September 2019 übernahm Jean-Marc Lenz die Geschäftsführung.

## Unternehmensgruppe
Zur SR Technics Group gehören verschiedene Unternehmen; die wichtigsten operativen Tochtergesellschaften sind SR Technics Switzerland AG, SR Technics UK Ltd., SR Technics Malta sowie SR Technics Malaysia.

### Kennzahlen 2013
- Anzahl gewartete Flugzeuge: 800
- Rund 500 Kunden
- Infrastruktur: 7 Wartungshangars mit rund 354670 m² Fläche
- Wartungsstationen: 16 Wartungstationen in Europa und Asien

## Standorte

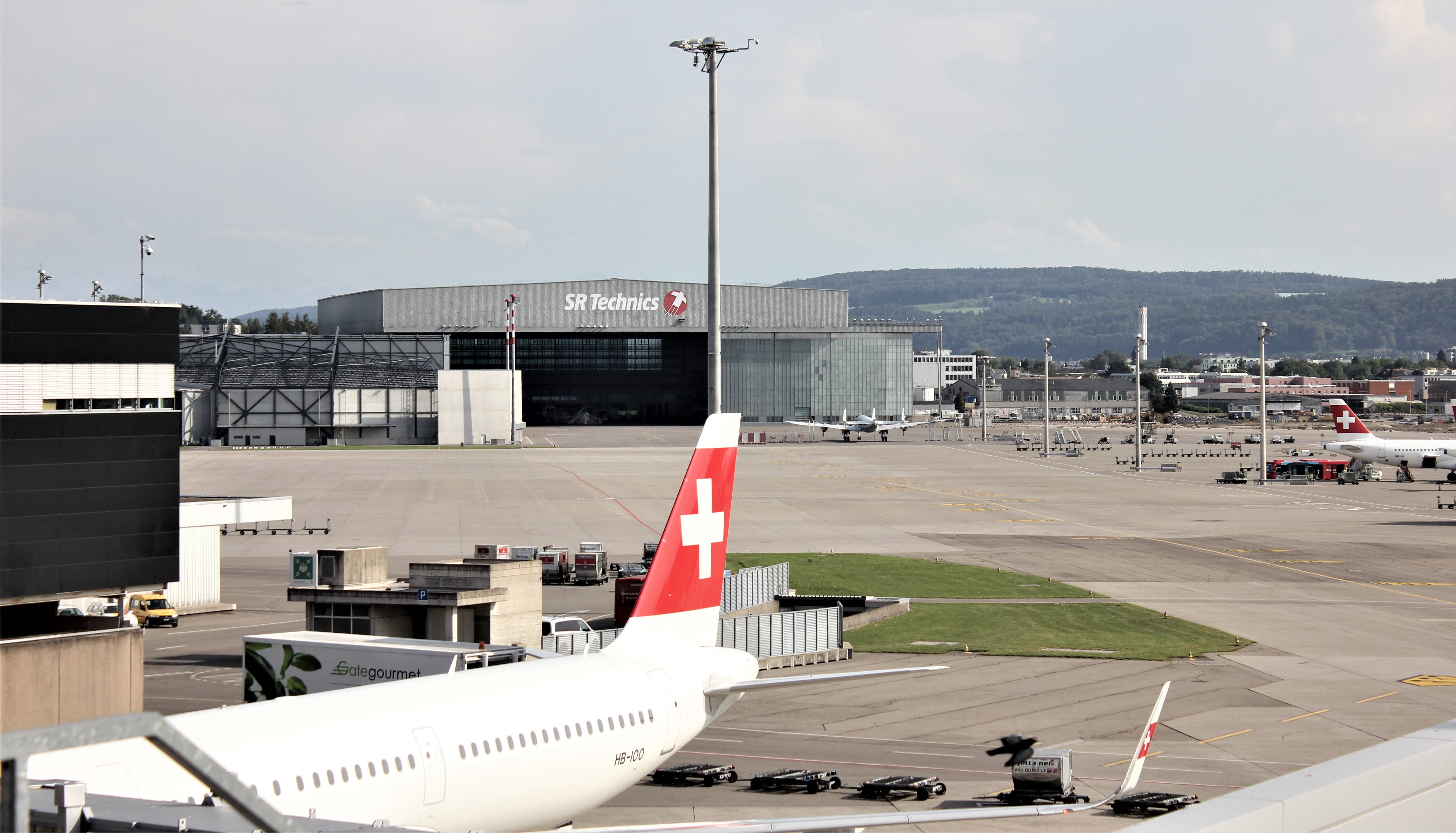
Wartungshangar am Flughafen Zürich

Es bestehen Wartungsstandorte in Zürich, Malta International Airport, Feltham, Madrid, Palma, Abu Dhabi, Cork (SR Technics Airfoil Services) und Kuala Lumpur. Line Maintenance Stationen in Basel, Belfast, Bristol, Cayenne, Edinburgh, Geneva, Glasgow, London-Stansted, London-Gatwick, Lyon, Madrid, Malta, Marseille, Paris Charles de Gaulle und Paris Orly. Ferner unterhält das Unternehmen Logistikzentren in London Heathrow (London Logistics Centre), Flughafen Zürich (Hauptlager), Abu Dhabi, Melbourne, Singapur, Genf, Malta, Miami und Kuala Lumpur. Verkaufsbüros befinden sich in Zürich, London, Abu Dhabi, Sydney, Singapore, Mumbai, Shanghai und Sunrise (USA).

### Standort am Flughafen Zürich
Der Hauptstandort von SR Technics am Flughafens Zürich umfasst vier Wartungshangars, einen Triebwerksprüfstand, sowie Wartungswerkstätten und Lager für Triebwerke und Komponenten. Der Standort umfasst rund 350'000 m² Fläche. Im Jahr 2012 arbeiteten von 3100 Mitarbeitern weltweit rund 2400 in Zürich. Ab Anfang 2015 bis Ende 2016 wurde der Bestand auf rund 2000 reduziert und weitere Kündigungen waren angekündigt. Im August 2017 wurde der Bestand in Zürich immer noch mit rund 2000 angegeben und die Firma suchte 80 Mitarbeiter, vor allem Techniker. Die Firma bildet jährlich auch um die 20 Lehrlinge aus.
Für die Wartung stehen in den vier Wartungshallen sechs Wartungsbuchten für Langstreckenflugzeuge und sieben Wartungsbuchten für Kurz- und Mittelstreckenflugzeuge zur Verfügung. Der denkmalgeschützte Bogenhangar ist vor allem für Wartungen und Neuausstattungen von VIP Flugzeugen reserviert.

### Standort Malta’s Safi International Airport
Mitte 2010 wurde der neue Standort im Safi Aviation Park am internationalen Flughafen Malta eröffnet. SR Technics in Malta bietet Base- und Heavy-Maintenance für die Airbus A320-Familie an. Zurzeit arbeiten an diesem Standort rund 150 Mitarbeiter.

## Dienstleistungen
Die Dienstleistungen der SR Technics umfassen ein breites Portfolio. Dazu gehören Einzelwartungen sowie umfassenden Wartungen von einzelnen Triebwerken, Komponenten und Flugzeugen und der Unterhalt von ganzen Flugzeugflotten. Neben den zwei Hauptstandorten (Zürich und Malta) mit zugehörigen Hangarplätzen, Werkstätten und Ersatzteillagern, verfügt SR Technics über rund 16 Standorte.
Für die Arbeiten an Flugzeugen und Komponenten hält SR Technics eine Reihe von notwendigen Berechtigungen und Zertifikaten der Hersteller und verschiedener Luftfahrtaufsichtsbehörden.
Die Dienstleistungen der SR Technics stützen sich auf sechs Geschäftsbereiche:
| Dienstleistungsportfolio                                                                                  | Dienstleistungsportfolio                                     | Dienstleistungsportfolio                                                                                | Dienstleistungsportfolio                                      | Dienstleistungsportfolio                                                        | Dienstleistungsportfolio |
| --- | ------------------------------------------------------------ | --- | ------------------------------------------------------------- | ------------------------------------------------------------------------------- | --- |
| Kombination von Flugzeug-, Komponenten- und Triebwerksservice Technisches Management einer Flugzeugflotte |                                                              | |                                                               |                                                                                 | |
| Aircraft Services                                                                                         | VIP Aircraft Services                                        | Component Services                                                                                      | Engine Services                                               | Technical Training                                                              | Engineering Services |
| Line-, Base- und Heavy Maintenance Modifikationen Engineering Kabinenmodifikationen                       | VIP Flugzeugwartung Erneuerung von Kabinen Erstausstattungen | Wartung und Reparatur von Komponenten Kauf, Tausch und Vermietung von Komponenten Finanzierung Logistik | Wartung und Reparatur von Triebwerken Verwaltung Finanzierung | Basis Training (A, B1, B2) Luftfahrzeug Typen Training Spezialisiertes Training | Technical Fleet Management Continuing Airworthiness Design Services für Kabinenmodifikationen AOG structural Engineering Technische Dokumentation/Manuals |

### Berechtigungen und Zertifikate
Flugzeuge
- Airbus: Airbus A300-600, Airbus A310, A320-Familie, A330, A340, A380
- Boeing: B737 CL/NG, Boeing 747, B757, B767, B787, B777
- McDonnell Douglas: MD-11, MD-80
- Fokker: Fokker 100, Fokker 70
- Embraer: Embraer 170, Embraer 190

Triebwerke
- CF6-50C
- CFM56-3/5A/5B/5C/7B
- Rolls-Royce RB211
- PW4000-94/100 Series
- V2500

Zertifikate (Auszug)
- EASA CH.145.0200 Maintenance Org, EASA CH.21J.358 Design Org, EASA CH.21G.0016 Production Org, EASA CH.MG.7005 Continuous Airworthiness Management Org
- Training Org (EASA CH.147.0009; CAAC F.147.041002; U.A.E CAR 147/11/2004)
- 14 CFR Part 145 SWRY3221 (FAA)
- Bahrain, Bangladesch, Ägypten, Israel, Pakistan, Qatar, Südafrika, Vietnam, Cayman Islands, Saudi-Arabien, Aruba, Australien, Bermuda, Brasilien, Kanada, Indonesien, China, Äthiopien, Hong Kong, Indien, Japan, Malaysia, Mexiko, Thailand, Philippinen, Vereinigte Arabische Emirate
- ISO 9001:2008
- ISO 9110:2005
- ISO 14001:2004
- OHSAS 18001:2007

### Flugzeugwartung
| Flugzeugmuster           | Triebwerkstyp                  |
| Airbus                   | Airbus                         |
| ------------------------ | ------------------------------ |
| A300-600                 | CF6-80 & PW 4000               |
| A310-200/300             | JT9D, PW 4000 und CF6-80       |
| A318                     | CFM 56                         |
| A319                     | CFM 56, V2500                  |
| A320                     | CFM 56, V2500                  |
| A321                     | CFM 56, V2500                  |
| A330-200/300             | CF6-80, PW 4000, RR TRENT      |
| A340-200/300             | CFM 56                         |
| A340-500/600             | RR Trent                       |
| A380-800                 | RR Trent                       |
| Boeing                   |                                |
| MD80 series              | JT8D                           |
| MD11                     | CF6-80, PW 4000                |
| DC10-30                  | CF6-50                         |
| B737-200/3/4/5/6/7/8/900 | JT8D, CFM56-3/7                |
| B747-200/3/400           | JT9D, CF6-50/80, RB211, PW4000 |
| B757-200/300             | PW2040, RB211                  |
| B767-200/300             | JT9D, CF6-80, PW4000           |
| B777-200/300             | RR TRENT, PW4090, GE90         |
| Fokker                   |                                |
| F100                     | RR TAY                         |